# Tony Hurt
Anthony John Hurt, detto Tony (Auckland, 30 marzo 1946), è un ex canottiere neozelandese.

## Palmarès
Olimpiadi
- 2 medaglie:
  - 1 oro (otto con a Monaco di Baviera 1972)
  - 1 bronzo (otto con a Montréal 1976)